# Китобойное судно

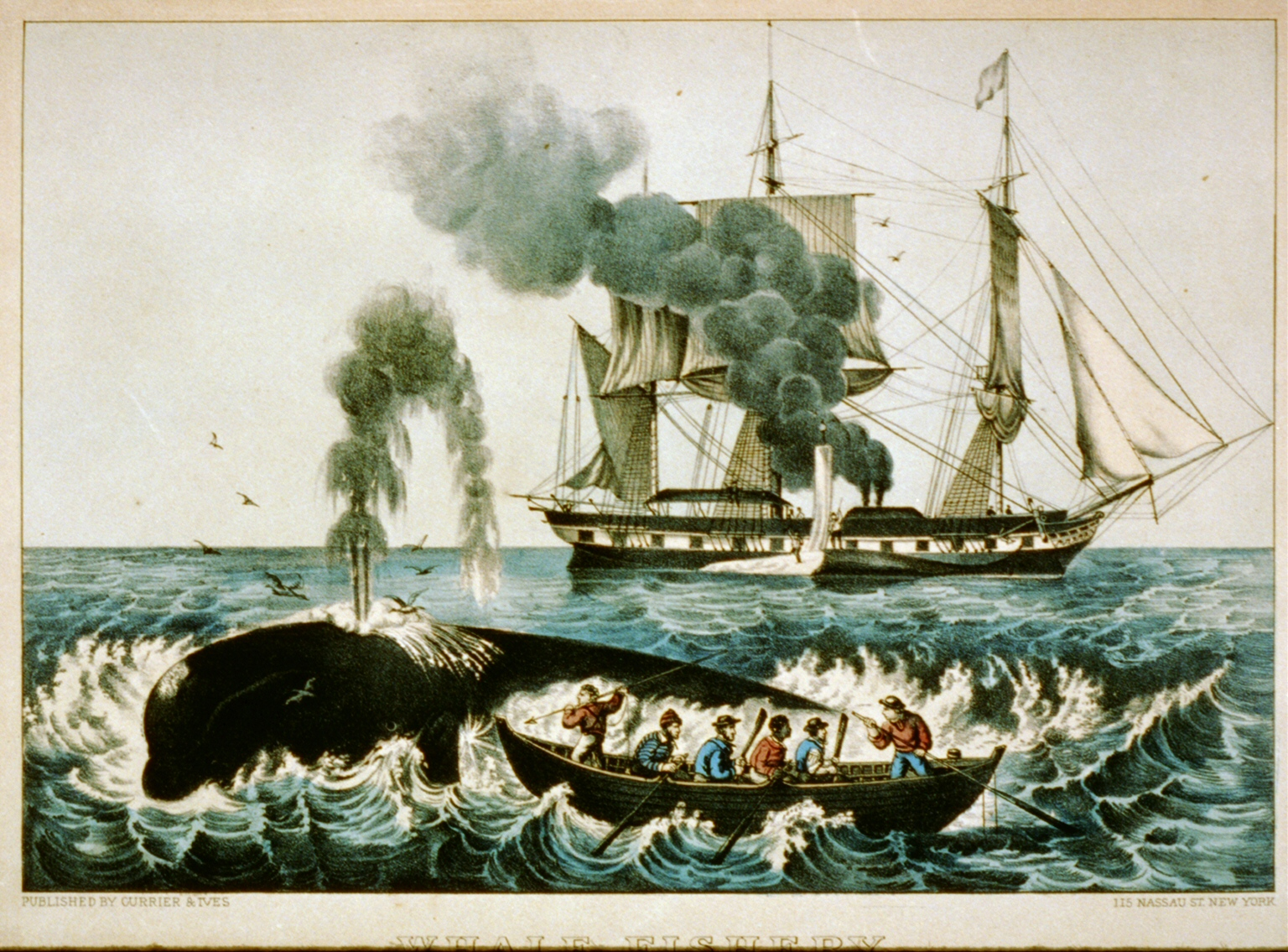
Китобойное судно в «работе»

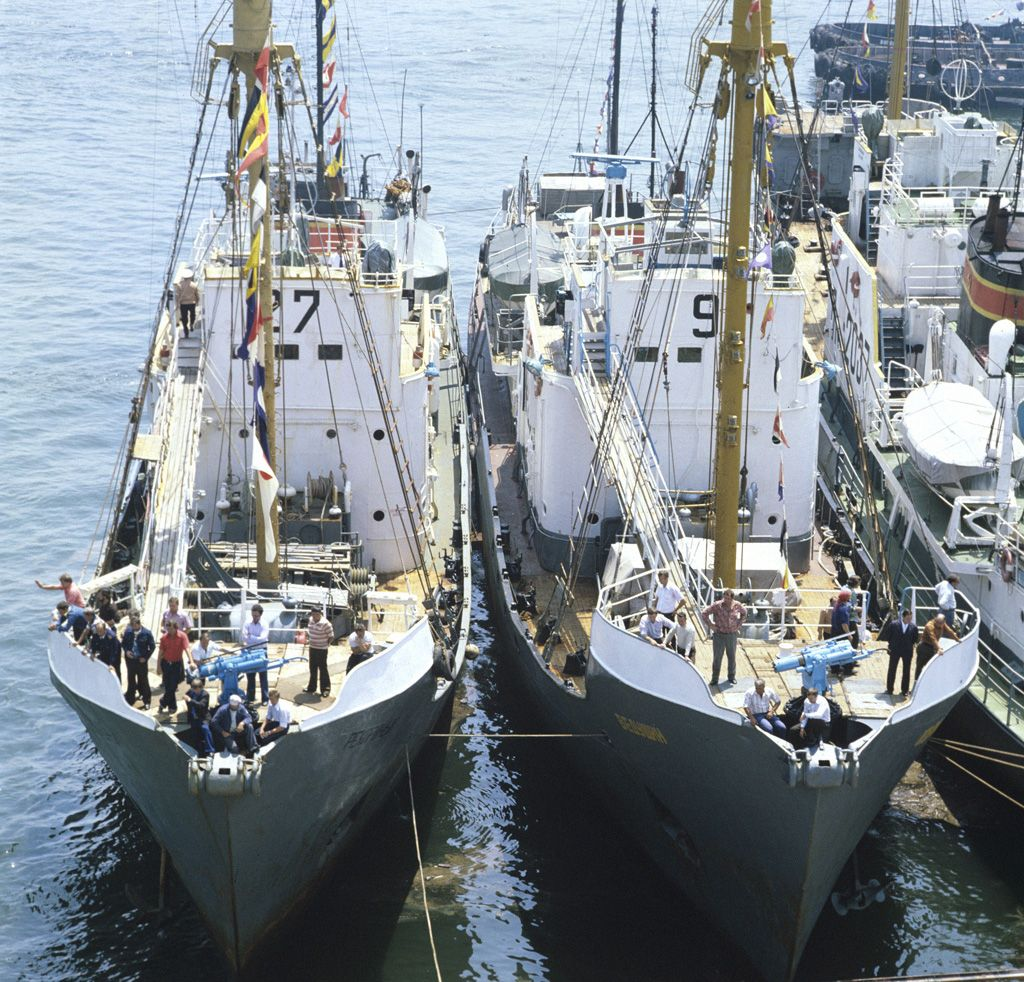
Советские китобойные суда в порту Владивостока, 1979

Китобойное судно — узкоспециализированный корабль, предназначенный для промысла китов.

## Описание
Размеры китобойных судов достигают 65 м в длину и 9,5 м в ширину, а водоизмещением — 916 тонн. Они, как правило, располагают двигательной установкой (паровой или дизельной) мощностью до 3870 квт (5260 л. с.), обладают скоростью хода до 18—20 узлов и хорошей маневренностью. Вооружение этого класса судов состоит из гарпунной пушки и амортизационной системы для предотвращения разрыва линя (и каната) во время рывков кита, лебёдки для подтягивания его к борту, компрессор для накачивания воздуха в тушу и навигационных и поисковых приборов.